# Уильямс, Мэйзи
Мэйзи Урсула Уильямс (англ. Maizie Ursula Williams; род. 25 марта 1951, Монтсеррат, Вест-Индия) — британская фотомодель, танцовщица
 и певица, одна из первых участниц успешной в 70-х диско-группы Boney M.
Она не участвовала в записи студийных песен, а выступала только в концертах. Впоследствии сделала самостоятельную карьеру в качестве певицы.

## Биография
Выросшая в Бирмингеме (Англия), Уильямс начала работать в качестве модели. В 1973 году получила титул Miss Black Beautiful. После этого успеха создала группу Black Beautiful People и стала её певицей. Позже переехала в Западную Германию. В 1975 году была приглашена с подругой на подтанцовку к песне продюсера Фрэнка Фариана «Baby Do You Wanna Bump».
В течение нескольких месяцев совершила диско-тур и несколько телевизионных выступлений в составе пилотного проекта. Позже новые участники Марсия Барретт, Бобби Фаррелл, Лиз Митчелл и Мэйзи стали основным составом новой группы Boney M.

## После Boney M
Записала свой первый сольный альбом в декабре 2006 года с композициями в стиле госпел. В феврале 2007 года она выпустила танцевальный вариант хита Boney M. «Sunny», а в июне стала вокалисткой латышской группы Melo-M, которая с песней «Daddy Cool» заняла 1 место в чартах.